# 9323 Hirohisasato
9323 Hirohisasato eller 1989 CV1 är en asteroid i huvudbältet som upptäcktes den 11 februari 1989 av den japanska astronomen Tsutomu Seki vid Geisei-observatoriet. Den är uppkallad efter Hirohisa Sato.
Asteroiden har en diameter på ungefär 7 kilometer.